# Gersdorf (Leinburg)

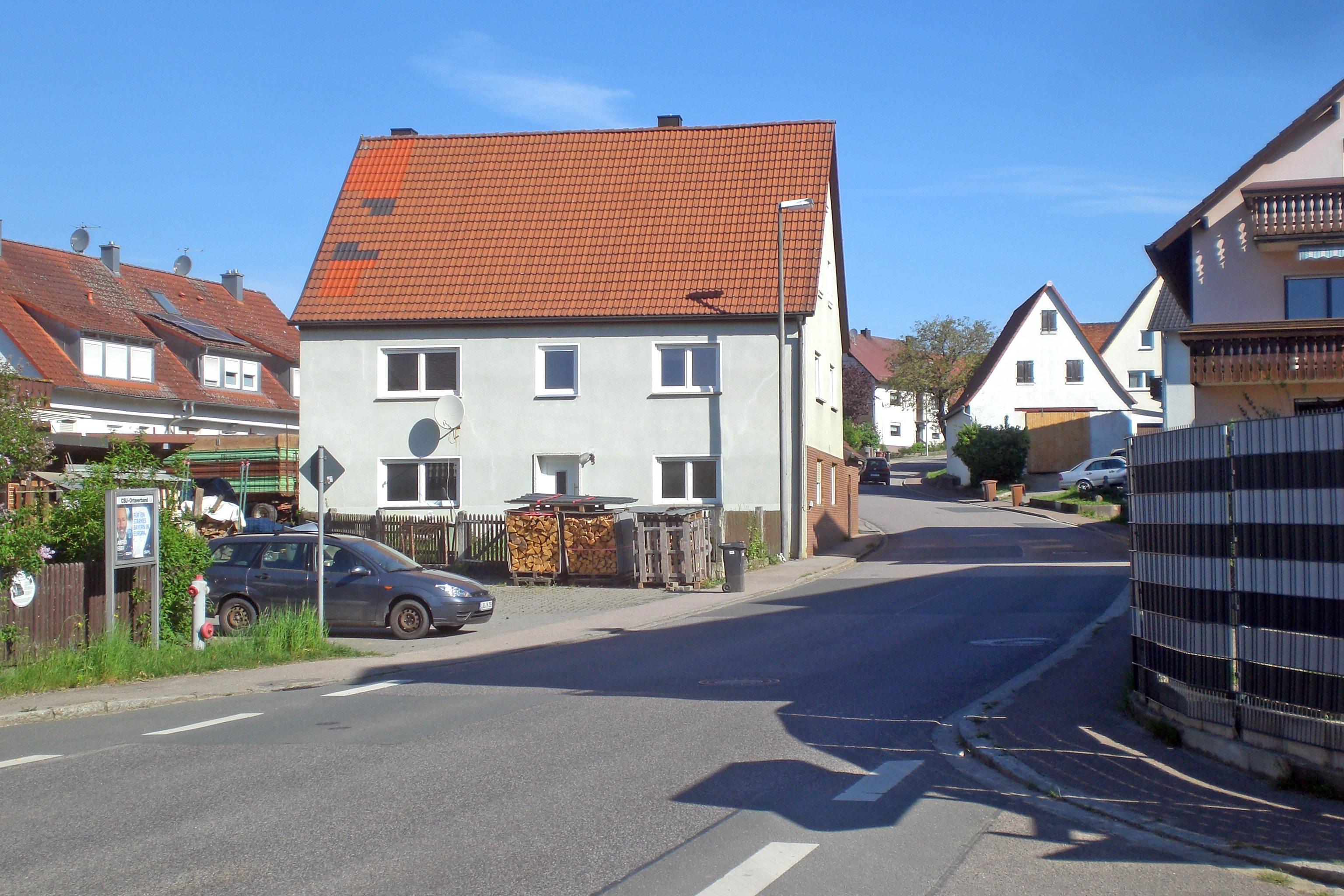
Gersdorf Ortsansicht (2024)

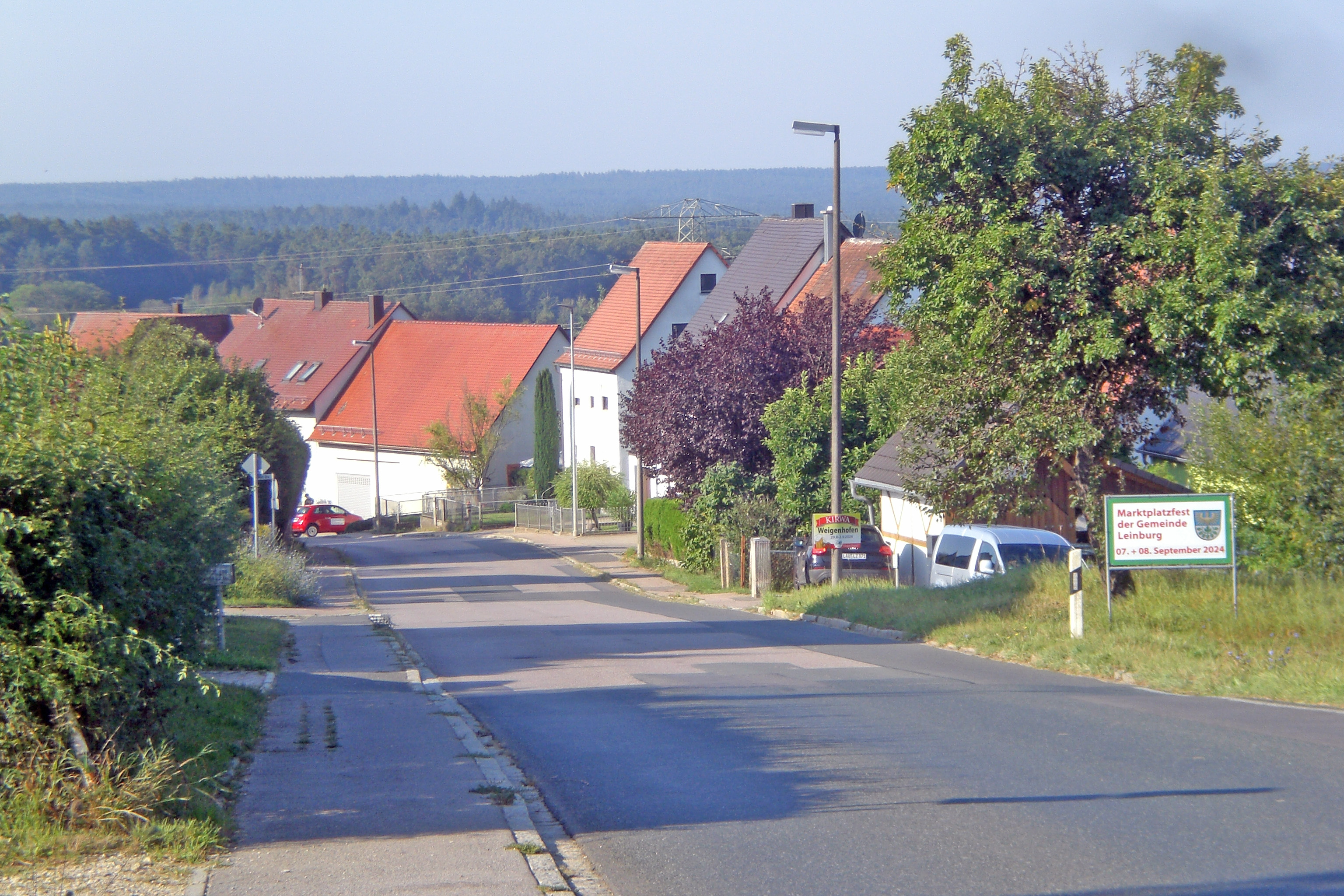
Ortseingang (2024)

Gersdorf ist ein Gemeindeteil der Gemeinde Leinburg im Landkreis Nürnberger Land (Mittelfranken, Bayern). Die Gemarkung Gersdorf hat eine Fläche von 6,736 km². Sie ist in 1885 Flurstücke aufgeteilt, die eine durchschnittliche Flurstücksfläche von 3573,30 m² haben. In ihr liegen neben dem namensgebenden Ort die Gemeindeteile Gersberg, Pötzling und Reuth.

## Geografie
Das Dorf liegt unweit des Moritzberges am Südwesthang des Nonnenberges. Die Staatsstraße 2404 führt nach Oberhaidelbach (0,7 km südlich) bzw. nach Gersberg (2 km nördlich). Eine Gemeindeverbindungsstraße führt nach Pötzling (0,5 km westlich) bzw. nach Entenberg (1,4 km südöstlich).

## Geschichte
Die erste urkundliche Erwähnung datiert vom 23. März 1265. In der Urkunde wird bestätigt, dass der Nürnberger Burggraf Konrad unter anderem seinen Besitz zu Gerhartsdorf (Gersdorf) an das Kloster Engelthal verkauft.
Für die Entstehung des Ortsnamens Gersdorf existieren mehrere Vermutungen. Eine davon leitet den Namen vom höchsten Gipfel des Nonnenberges ab, dem Geierstein. Eine weitere bezieht sich auf den früheren Gerstenanbau in der Gegend. Und eine dritte Deutung stellt einen Zusammenhang mit dem Vornamen Gerhard her.
Ab 1504 gehörte Gersdorf zum Landgebiet der Reichsstadt Nürnberg. Im Jahr 1806 wurde Bayern ein Königreich und die Reichsstadt Nürnberg samt ihrem gesamten Gebiet wurde von diesem annektiert.
Mit dem Gemeindeedikt (frühes 19. Jahrhundert) wurde Gersdorf dem Steuerdistrikt Entenberg zugewiesen. Zugleich entstand die Ruralgemeinde Gersdorf, zu der Gersberg, Pötzling und Reuth gehörten. Sie unterstand in Verwaltung und Gerichtsbarkeit dem Landgericht Altdorf. Im Zuge der Gebietsreform in Bayern wurde Gersdorf am 1. Mai 1978 nach Leinburg eingemeindet.

### Einwohnerentwicklung der Gemeinde bzw. Gemarkung Gersdorf
| Jahr          | 1910 | 1933 | 1939 | 1961 | 1987 | 2016 | 2022 |
| Einwohnerzahl | 363  | 338  | 362  | 434  | 487  | 454  | 492  |